# George Barbier (attore)
George W. Barbier (Filadelfia, 19 novembre 1865 – Los Angeles, 19 luglio 1945) è stato un attore statunitense.
Nella sua carriera, durata dal 1900 al 1945, girò quasi una novantina di film.

## Biografia
Nato a Filadelfia, George Barbier aveva studiato per diventare pastore, ma lasciò il Crozer Theological Seminary di Upland (Pennsylvania) scegliendo, invece, di fare l'attore. Iniziò la sua carriera nel teatro musicale e d'operetta, lavorando per diversi anni con delle compagnie di giro. Tra il 1922 e il 1930, il suo nome appare anche in alcune produzioni di Broadway, tra le quali vanno ricordate Notre Dame, dove vestiva i panni di Quasimodo, The Barker, con Claudette Colbert e Walter Huston, e The Front Page, la nota commedia di Ben Hecht e Charles MacArthur.
Nel 1929, firmò un contratto con la Paramount; il suo primo film fu, nel 1930, La conquista dell'America (The Big Pond), dove interpretava il padre di Claudette Colbert. In seguito, lavorò per la maggior parte dei grandi studios di Hollywood in ruoli da caratterista.

### Vita privata
Barbier sposò Carolyn "Carrie" Thatcher (1868-1939), un'attrice di teatro. Morto il 19 luglio 1945, l'attore venne prima sepolto all'Hollywood Forever Cemetery di Los Angeles, per poi essere portato in Pennsylvania e sepolto a Filadelfia, la sua città natale.

## Filmografia
- La conquista dell'America (The Big Pond), regia di Hobart Henley (1930)
- The Sap from Syracuse, regia di A. Edward Sutherland (1930)
- L'allegro tenente (The Smiling Lieutenant), regia di Ernst Lubitsch (1931)
- 24 Hours, regia di Marion Gering (1931)
- Ragazze per la città (Girls About Town), regia di George Cukor (1931)
- Touchdown!, regia di Norman Z. McLeod (1931)
- No One Man, regia di Lloyd Corrigan (1932)
- L'usurpatore (Strangers in Love), regia di Lothar Mendes (1932)
- Un'ora d'amore (One Hour with You), regia di Ernst Lubitsch (1932)
- The Broken Wing, regia di Lloyd Corrigan (1932)
- Il delitto di Clara Deane (The Strange Case of Clara Deane), regia di Louis J. Gasnier, Max Marcin (1932)
- Gambe da un milione di dollari (Million Dollar Legs), regia di Edward F. Cline (1932)
- Skyscraper Souls, regia di Edgar Selwyn (1932)
- Madame Racketeer, regia di Harry Wagstaff Gribble, Alexander Hall (1932)
- The Phantom President, regia di Norman Taurog (1932)
- The Big Broadcast
- Evenings for Sale, regia di Stuart Walker (1932)
- Nessun uomo le appartiene (No Man of Her Own), regia di Wesley Ruggles (1932)
- Hello, Everybody!, regia di William A. Seiter (1933)
- A Lady's Profession, regia di Norman Z. McLeod (1933)
- Under the Tonto Rim, regia di Henry Hathaway (1933)
- Papà cerca moglie (A Bedtime Story), regia di Norman Taurog (1933)
- Sunset Pass, regia di Henry Hathaway (1933)
- Mama Loves Papa, regia di Norman Z. McLeod (1933)
- Turn Back the Clock, regia di Edgar Selwyn (1933)
- La nuova ora (This Day and Age), regia di Cecil B. DeMille (1933)
- Love, Honor and Oh, Baby!, regia di Edward Buzzell (1933)
- Tillie and Gus, regia di Francis Martin (1933)
- Il bimbo rapito (Miss Fane's Baby Is Stolen), regia di Alexander Hall (1934)
- Journal of a Crime, regia di William Keighley (1934)
- Many Happy Returns, regia di Norman Z. McLeod (1934)
- Zampa di gatto (The Cat's-Paw), regia di Sam Taylor (1934)
- Elmer and Elsie. regia di Gilbert Pratt (1934)
- La signorina curiosa (Ladies Should Listen), regia di Frank Tuttle (1934)
- She Loves Me Not, regia di Elliott Nugent (1934)
- La vedova allegra (The Merry Widow), regia di Ernst Lubitsch (1934)
- College Rhythm, regia di Norman Taurog (1934)
- McFadden's Flats, regia di Ralph Murphy (1935)
- La vita comincia a quarant'anni (Life Begins at Forty), regia di George Marshall (1935)
- Hold 'Em Yale, regia di Sidney Lanfield (1935)
- Broadway Gondolier, regia di Lloyd Bacon (1935)
- Il dissipatore (Spendthrift), regia di Raoul Walsh (1936)
- Uno scozzese alla corte del Gran Kan (The adventures of Marco Polo), regia di Archie Mayo (1938)

## Doppiatori italiani
- Mario Besesti in Uno scozzese alla corte del Gran Kan (ridoppiaggio)